# Arent de Gelder

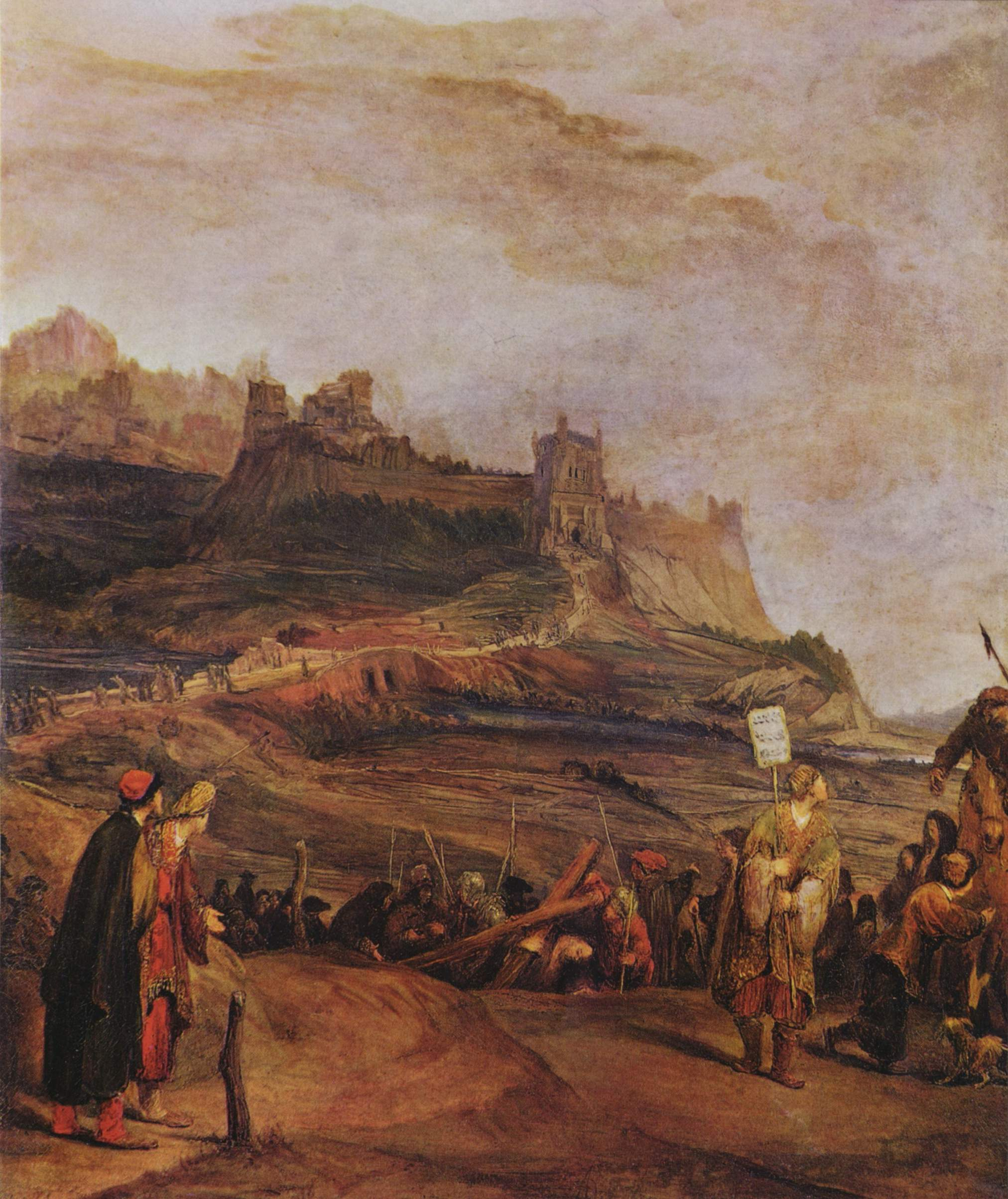
De gang naar Golgotha

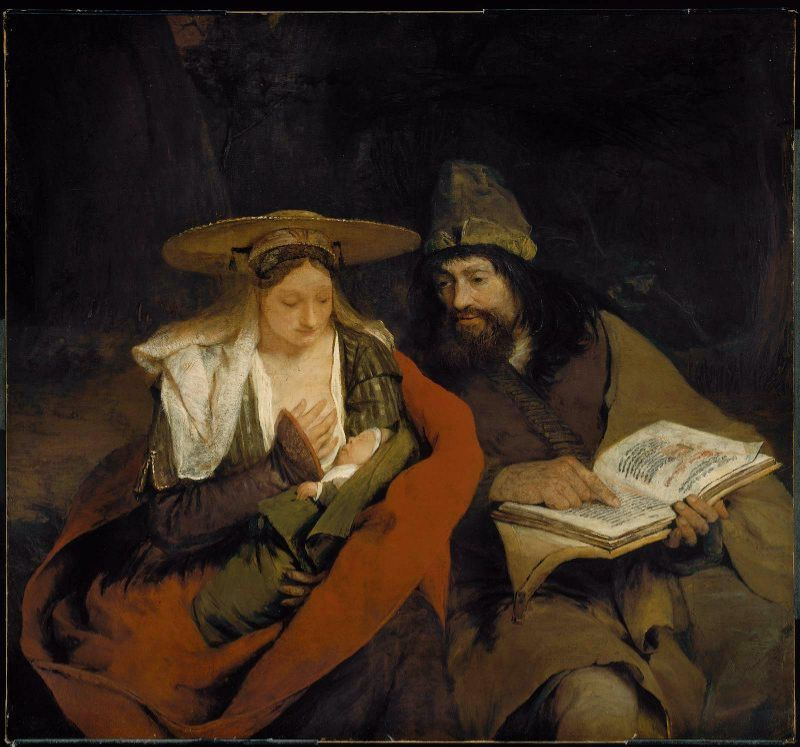
Rust tijdens de vlucht naar Egypte, ca. 1690

Arent de Gelder (Dordrecht, 26 oktober 1645 – aldaar, 27 augustus 1727) was een Nederlandse kunstschilder.

## Biografie
Arent de Gelder werd volgens de biografie van zijn collega en stadgenoot Arnold Houbraken geboren op 26 augustus 1645 in Dordrecht. Het doopboek van de Grote Kerk vermeldt echter, dat hij werd gedoopt op 11 november als zoon van Jan de Gelder en Maria Lotterich. Hij is vernoemd naar zijn grootvader Arent Jansz. de Gelder. In veel kunsthistorische publicaties uit de 20e eeuw wordt de schilder Aert de Gelder genoemd, maar in alle 17e-eeuwse documenten, inclusief het doopboek van de Grote Kerk, heet hij Arent. Mogelijk is het misverstand ontstaan doordat hij zijn werk altijd met "A. de Gelder" signeerde en Arents vader in de bronnen vaak als Jan Aertsz. de Gelder voorkomt, naast Jan Arentsz. de Gelder (Aert is een variant van Arent).

## Werk
De Gelder was aanvankelijk leerling van Samuel van Hoogstraten in zijn geboortestad en ging daarna naar Amsterdam, waar hij van 1661 tot 1663 bij Rembrandt werkte en diens laatste leerling was. Daarna keerde hij naar Dordrecht terug. Hij bleef werken in de trant van zijn leermeester: brede penseelstreken, krassen met het penseel in de verf en sterke lichtcontrasten.
De Gelder schilderde vooral Bijbelse onderwerpen. Verder heeft hij ook portretten en een paar genrestukken geschilderd. Aan het eind van zijn leven was Herman Boerhaave zijn belangrijkste opdrachtgever. Er wordt verondersteld dat De Gelder met hem in contact is gekomen toen hij hulp zocht voor zijn oogproblemen. Tijdgenoten vermelden dat hij enorm loensde.
Hij overleed op 27 augustus 1727 in zijn huis in Dordrecht. Arent de Gelder bleef ongehuwd. 

## Schilderijen
- Juda en Thamar, circa 1681 (Wenen, Gemäldegalerie van de Akademie der bildenden Künste Wien)
- Koning David, circa 1683 (Amsterdam, Rijksmuseum, inv.nr. A 2695)
- Het toilet van Esther, circa 1684 (München, Alte Pinakothek)
- Portret van tsaar Peter de Grote (Amsterdam, Rijksmuseum?)
- Zelfportret als Zeuxis (Frankfurt am Main, Städelsches Kunstinstitut, inv. nr. 1015))
- Passieserie (omstreeks 1715, 22 doeken, waarvan tien in Aschaffenburg, Schloss Johannisburg, en twee in Amsterdam, Rijksmuseum)
- Portret van Herman Boerhaave met zijn vrouw en dochtertje, circa 1724 (Amsterdam, Rijksmuseum, inv.nr. A 4034)
- Het huwelijkscontract, circa 1670 (Brighton, Art Gallery and Museum)
- Waarschijnlijk koning Salomon The Leiden Collection

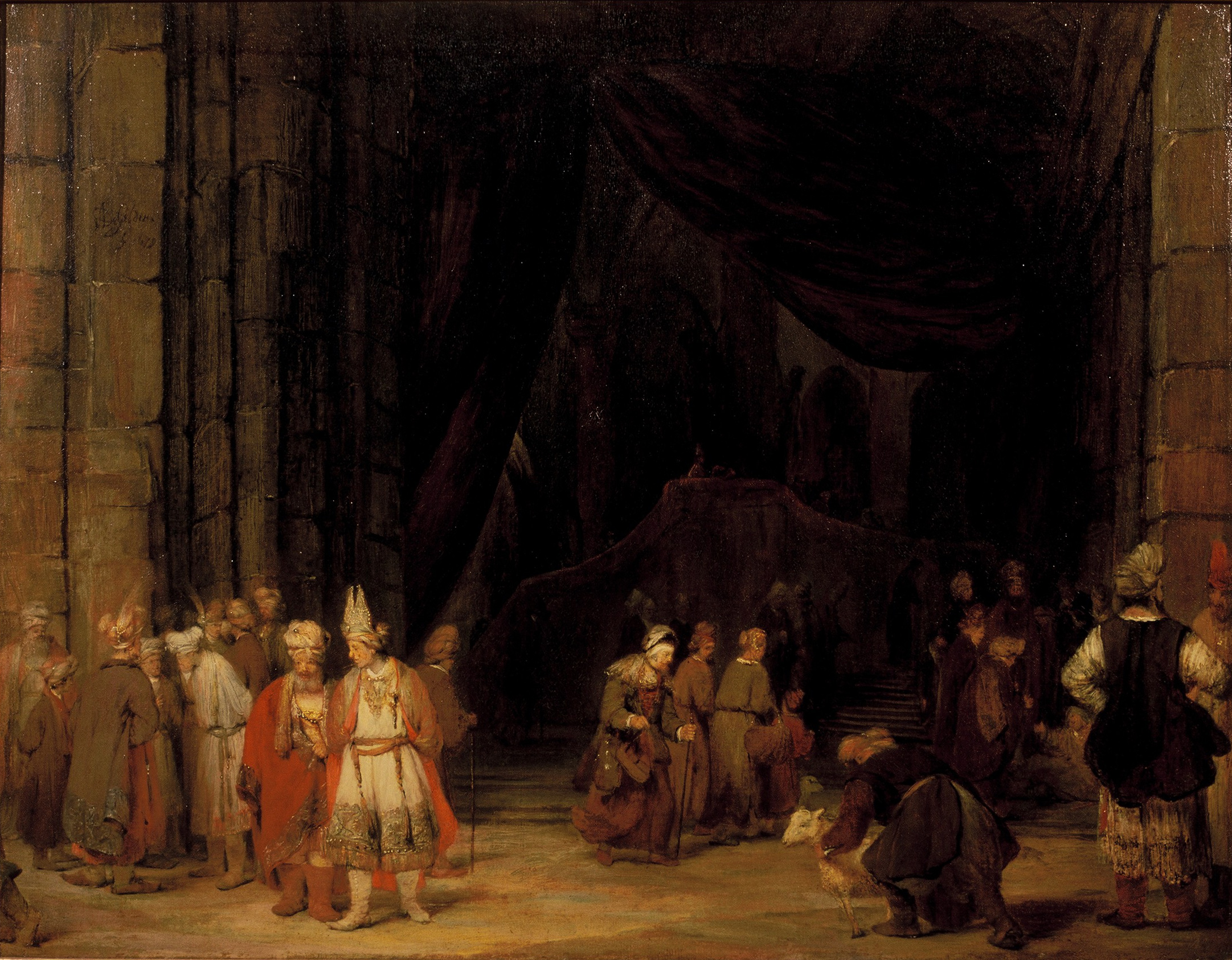
De voorhof van een tempel, 1679, Mauritshuis, Den Haag
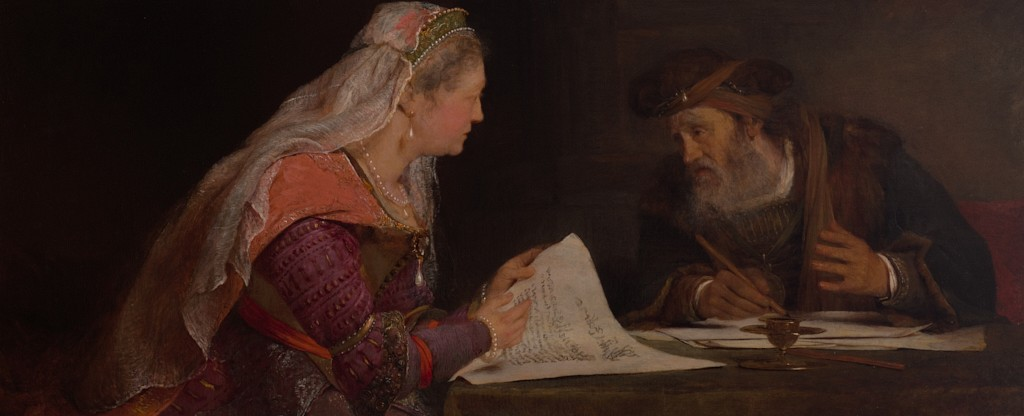
Esther en Mordechai, ca. 1685, Rhode Island School of Design Museum, Providence
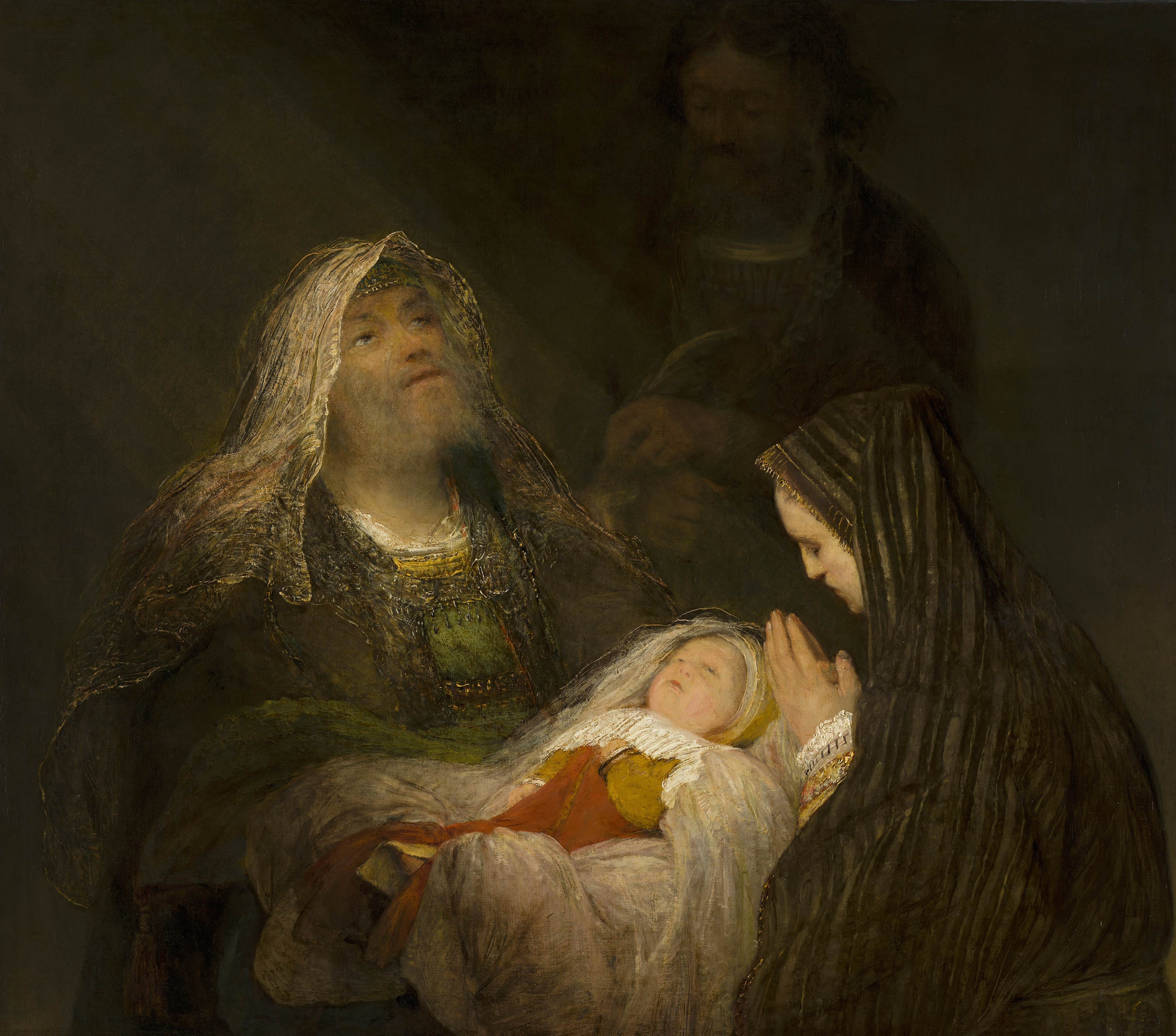
Het loflied van Simeon, ca. 1700-1710, Mauritshuis
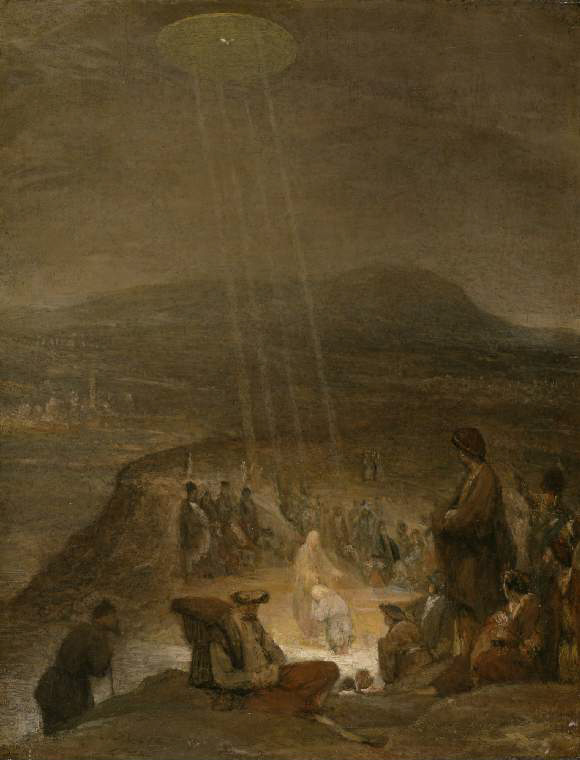
De doop van Christus, 1710, Fitzwilliam Museum, Cambridge
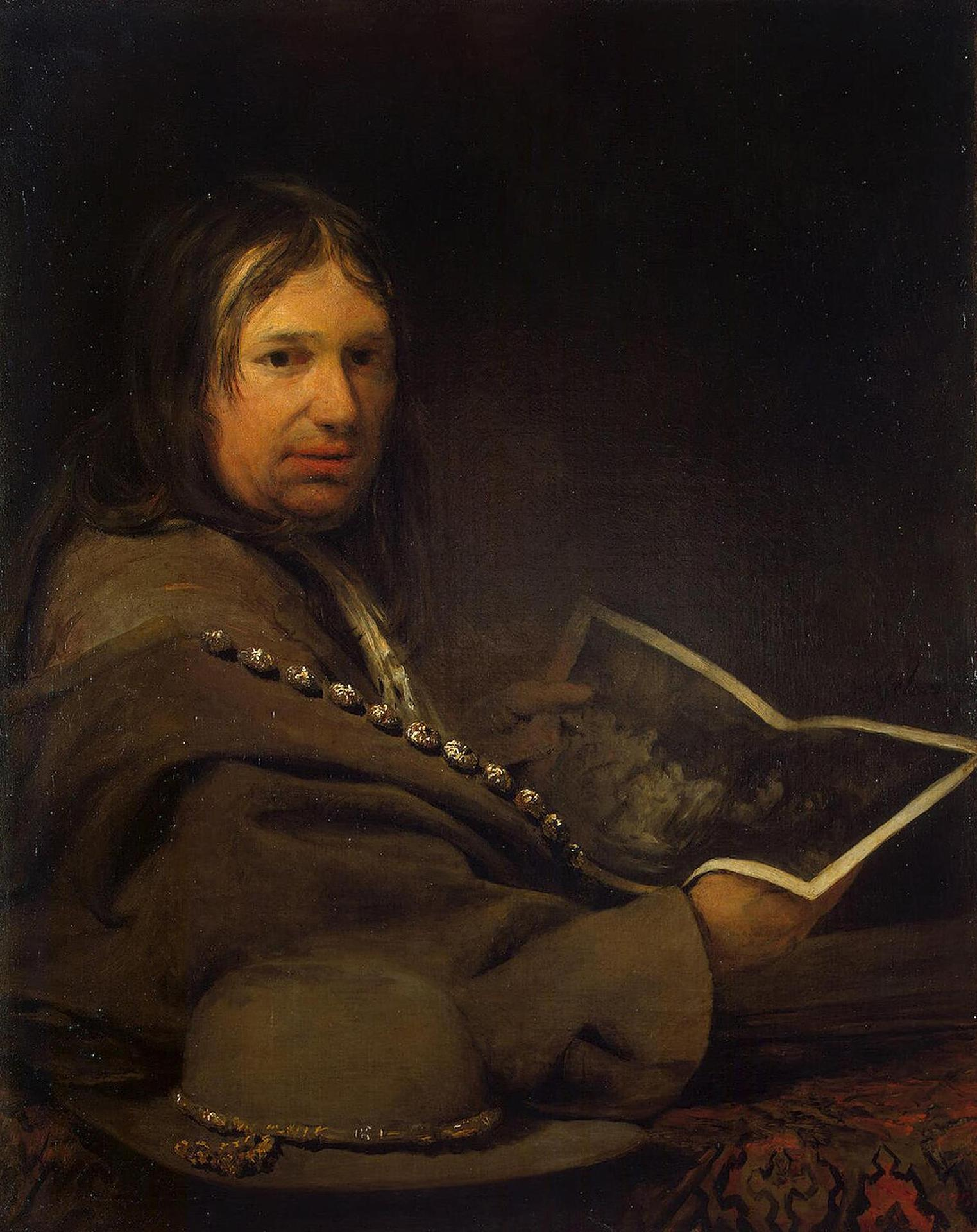
Portret van een verzamelaar met de Honderdguldenprent van Rembrandt, na 1685, Hermitage (inv. nr. ГЭ-790), Sint-Petersburg
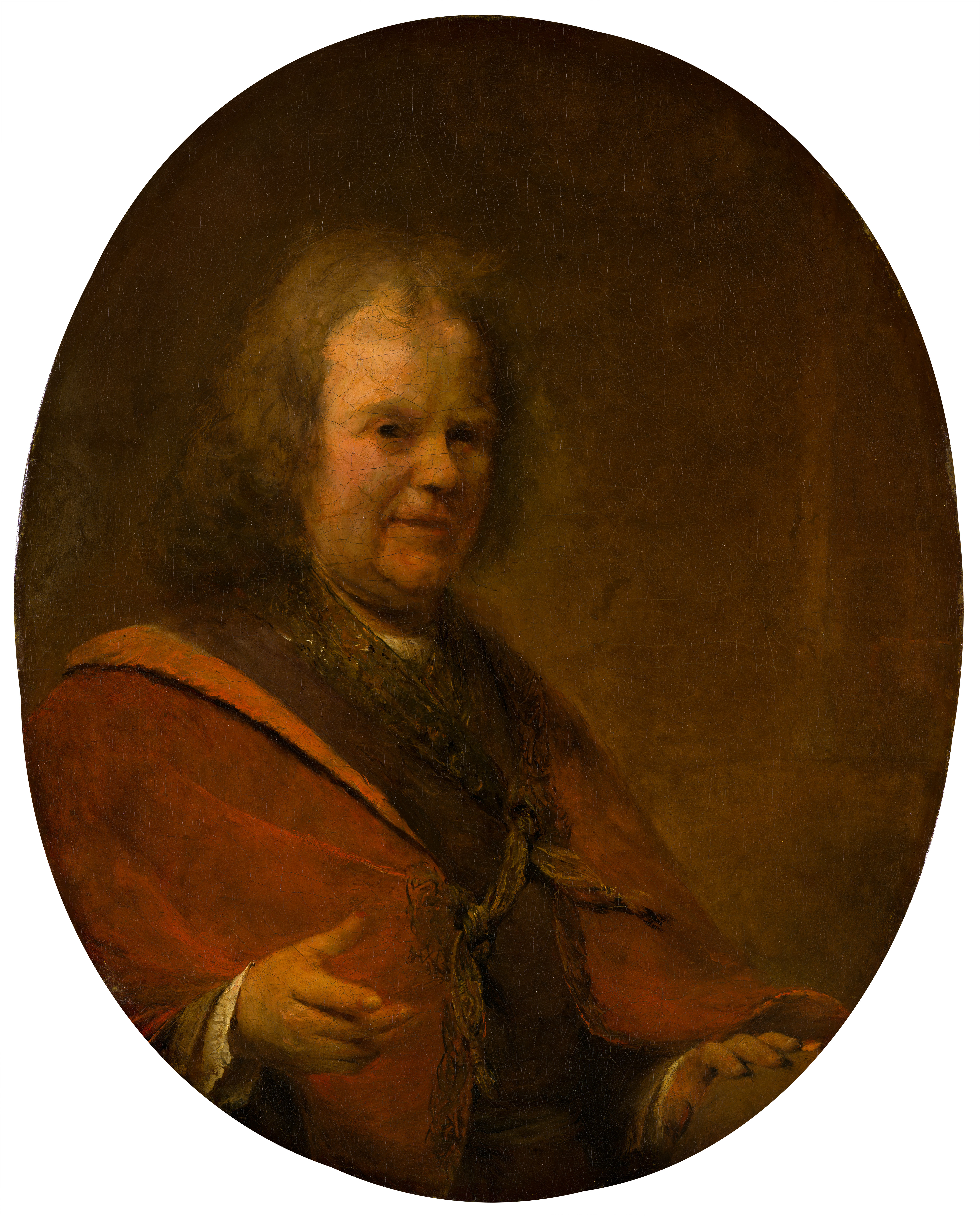
Portret van Herman Boerhaave, 1722, Mauritshuis